# Puchar Ekstraklasy 2008/2009 /Grupa A
PUCHAR EKSTRAKLASY 2008/2009
GRUPA A –

## Tabela
| Drużyna       | Pkt | M | Z | R | P | Br+ | Br- | +/- |
| ------------- | --- | - | - | - | - | --- | --- | --- |
| Piast Gliwice | 10  | 6 | 3 | 1 | 2 | 9   | 9   | 0   |
| Śląsk Wrocław | 10  | 6 | 3 | 1 | 2 | 8   | 5   | +3  |
| Wisła Kraków  | 8   | 6 | 2 | 2 | 2 | 6   | 6   | 0   |
| Cracovia      | 5   | 6 | 1 | 2 | 3 | 3   | 6   | -3  |

## Wyniki
| 3 września 2008, sobota, godz. 19:00 Stadion Piasta Sędzia: Włodzimierz Bartos Widzów: 2.500 | |           | | |
| | Piast Gliwice | 1:2 (0:1) | Cracovia | |
| Prędota (72') | Prędota (72') |           | Kłus (39'), Wasiluk (75') | Kłus (39'), Wasiluk (75') |
| Marcin Grolik | |           | | |
| Jakub Szmatuła, Marcin Nowak, Marcin Adamek (72' → Krzysztof Kukulski), Łukasz Krzycki, Lumír Sedláček, Rafał Andraszak, Marcin Grolik, Tomasz Podgórski (66' → Mariusz Muszalik), Piotr Petasz (46' → Marcin Folc), Stanisław Wróbel (46' → Daniel Koczon), Piotr Prędota | Jakub Szmatuła, Marcin Nowak, Marcin Adamek (72' → Krzysztof Kukulski), Łukasz Krzycki, Lumír Sedláček, Rafał Andraszak, Marcin Grolik, Tomasz Podgórski (66' → Mariusz Muszalik), Piotr Petasz (46' → Marcin Folc), Stanisław Wróbel (46' → Daniel Koczon), Piotr Prędota |           | Sławomir Olszewski, Przemysław Kulig, Michał Karwan, Łukasz Tupalski, Krzysztof Radwański, Sławomir Szeliga (82' → Tomasz Baliga), Marek Wasiluk, Dariusz Kłus), Dariusz Pawlusiński (72' → Bartłomiej Dudzic), Tomasz Moskała, Jakub Kaszuba (46' → Jakub Snadny) | Sławomir Olszewski, Przemysław Kulig, Michał Karwan, Łukasz Tupalski, Krzysztof Radwański, Sławomir Szeliga (82' → Tomasz Baliga), Marek Wasiluk, Dariusz Kłus), Dariusz Pawlusiński (72' → Bartłomiej Dudzic), Tomasz Moskała, Jakub Kaszuba (46' → Jakub Snadny) |

| 3 września 2008, sobota, godz. 20:30 Stadion przy ul. Reymonta w Krakowie Sędzia: Adam Kajzer Widzów: 5.000 | |           | | |
| | Wisła Kraków | 0:4 (0:1) | Śląsk Wrocław | |
| | |           | Szewczuk (16'), Gancarczyk (75'), Celeban (78'), Sobociński (82') | |
| Michał Jania, Przemysław Szabat, Łukasz Burliga | |           | | |
| Marcin Juszczyk, Daniel Krasnodębski (60' → Michał Jania), Mateusz Kowalski, Paweł Zalewski (79' → Artur Rado), Przemysław Szabat, Łukasz Burliga, André Barreto, Krzysztof Mączyński, Andrzej Niedzielan, Grzegorz Kmiecik (69' → Maciej Batko), Tomasz Dawidowski (68' → Kamil Jeleń) | Marcin Juszczyk, Daniel Krasnodębski (60' → Michał Jania), Mateusz Kowalski, Paweł Zalewski (79' → Artur Rado), Przemysław Szabat, Łukasz Burliga, André Barreto, Krzysztof Mączyński, Andrzej Niedzielan, Grzegorz Kmiecik (69' → Maciej Batko), Tomasz Dawidowski (68' → Kamil Jeleń) |           | Jacek Banaszyński, Tadeusz Socha, Dariusz Sztylka, Piotr Celeban, Krzysztof Wołczek, Damian Szydziak (67' → Krzysztof Ostrowski), Antoni Łukasiewicz, Sebastian Dudek), Sebastian Mila (73' → Janusz Gancarczyk), Vuk Sotirović (58' → Remigiusz Sobociński), Tomasz Szewczuk | Jacek Banaszyński, Tadeusz Socha, Dariusz Sztylka, Piotr Celeban, Krzysztof Wołczek, Damian Szydziak (67' → Krzysztof Ostrowski), Antoni Łukasiewicz, Sebastian Dudek), Sebastian Mila (73' → Janusz Gancarczyk), Vuk Sotirović (58' → Remigiusz Sobociński), Tomasz Szewczuk |

| 6 września 2008, sobota, godz. 12:00 Stadion Piasta Sędzia: Artur Radziszewski Widzów: 2.500 | |           | | |
| | Piast Gliwice | 1:0 (0:0) | Wisła Kraków | |
| Prędota (80') | |           | | |
| | |           | Piotr Brożek, Mauro Cantoro, André Barreto | |
| Grzegorz Kasprzik, Marcin Nowak, Adam Banaś (46' → Daniel Chylaszek), Łukasz Krzycki, Maciej Michniewicz, Jarosław Kaszowski, Marcin Grolik (46' → Michał Szczyrba), Mariusz Muszalik, Tomasz Podgórski (46' → Stanisław Wróbel), Rafał Andraszak (77' → Piotr Prędota), Marcin Folc | Grzegorz Kasprzik, Marcin Nowak, Adam Banaś (46' → Daniel Chylaszek), Łukasz Krzycki, Maciej Michniewicz, Jarosław Kaszowski, Marcin Grolik (46' → Michał Szczyrba), Mariusz Muszalik, Tomasz Podgórski (46' → Stanisław Wróbel), Rafał Andraszak (77' → Piotr Prędota), Marcin Folc |           | Marcin Juszczyk, Peter Šinglár, Marcin Baszczyński, Cléber, Piotr Brożek, Tomáš Jirsák (75' → Krzysztof Mączyński), Radosław Sobolewski (46' → Mateusz Kowalski), Mauro Cantoro, Marek Zieńczuk, Grzegorz Kmiecik (46' → André Barreto, Andrzej Niedzielan (46' → Tomasz Dawidowski) | Marcin Juszczyk, Peter Šinglár, Marcin Baszczyński, Cléber, Piotr Brożek, Tomáš Jirsák (75' → Krzysztof Mączyński), Radosław Sobolewski (46' → Mateusz Kowalski), Mauro Cantoro, Marek Zieńczuk, Grzegorz Kmiecik (46' → André Barreto, Andrzej Niedzielan (46' → Tomasz Dawidowski) |

| 7 września 2008, sobota, godz. 17:00 Stadion Cracovii Sędzia: Marcin Szulc Widzów: 1.200 | |           | | |
| | Cracovia | 0:1 (0:0) | Śląsk Wrocław | |
| | |           | Tomasz Szewczuk (79') | |
| Sławomir Szeliga | |           | | |
| Sławomir Olszewski, Przemysław Kulig, Michał Karwan, Semjon Milošević, Krzysztof Radwański (62' → Marcin Krzywicki), Sławomir Szeliga, Arkadiusz Baran (46' → Jakub Snadny), Dariusz Kłus (66' → Łukasz Tupalski), Marek Wasiluk, Dariusz Pawlusiński, Bartłomiej Dudzic (83' → Tomasz Baliga) | Sławomir Olszewski, Przemysław Kulig, Michał Karwan, Semjon Milošević, Krzysztof Radwański (62' → Marcin Krzywicki), Sławomir Szeliga, Arkadiusz Baran (46' → Jakub Snadny), Dariusz Kłus (66' → Łukasz Tupalski), Marek Wasiluk, Dariusz Pawlusiński, Bartłomiej Dudzic (83' → Tomasz Baliga) |           | Wojciech Kaczmarek, Zbigniew Wójcik (46' → Tadeusz Socha), Petr Pokorný, Dariusz Sztylka (46' → Piotr Celeban), Vladimír Čáp, Krzysztof Ostrowski, Wojciech Górski, Łukasz Tymiński (46' → Antoni Łukasiewicz), Krzysztof Ulatowski, Janusz Gancarczyk, Vuk Sotirović (46' → Tomasz Szewczuk) | Wojciech Kaczmarek, Zbigniew Wójcik (46' → Tadeusz Socha), Petr Pokorný, Dariusz Sztylka (46' → Piotr Celeban), Vladimír Čáp, Krzysztof Ostrowski, Wojciech Górski, Łukasz Tymiński (46' → Antoni Łukasiewicz), Krzysztof Ulatowski, Janusz Gancarczyk, Vuk Sotirović (46' → Tomasz Szewczuk) |

| 7 października 2008 18.00 | Piast Gliwice · Olszar 48' 82' · Sedlacek 63' (pen.) | 3 – 10-1 | Śląsk Wrocław · Łudziński 9' | Stadion Piasta Widzów: 1500 Sędzia: Mariusz Trofimiec (Kielce) |
|                           |                                                      |          |                              |                                                                |

| 9 października 2008 20.30 | Wisła Kraków · Głowacki 82' · Kmiecik 90+3' | 2 – 00-0 | Cracovia | Stadion przy ul. Reymonta w Krakowie Widzów: 9500 Sędzia: Jacek Granat (Warszawa) |
|                           |                                             |          |          |                                                                                   |

| 12 października 2008 16.00 | Cracovia · Kaszuba 4' | 1 – 11-0 | Piast Gliwice · Muszalik 58' | Stadion Cracovii Widzów: 300 Sędzia: Jarosław Chmiel (Warszawa) |
|                            |                       |          |                              |                                                                 |

| 12 października 2008 17.30 | Śląsk Wrocław | 0 – 00-0 | Wisła Kraków | Stadion Śląska Widzów: 7000 Sędzia: Artur Radziszewski (Warszawa) |
|                            |               |          |              |                                                                   |

| 18 listopada 2008 18.00 | Wisła Kraków · Zieńczuk 35' 86' · Júnior Díaz 41' · Piotr Brożek 52' | 4 – 12-0 | Piast Gliwice · Andraszak 85' | Stadion przy ul. Reymonta w Krakowie Sędzia: Marek Mikołajewski (Ciechanów) |
|                         |                                                                      |          |                               |                                                                             |

| 19 listopada 2008 18.45 | Śląsk Wrocław · Gancarczyk 82' | 1 – 00-0 | Cracovia | Stadion Śląska Sędzia: Mariusz Żak (Katowice) |
|                         |                                |          |          |                                               |

| 26 listopada 2008 17.30 | Cracovia | 0 – 00-0 | Wisła Kraków | Stadion Cracovii Sędzia: Tomasz Mikulski (Lublin) |
|                         |          |          |              |                                                   |

| 26 listopada 2008 17.30 | Śląsk Wrocław · Gancarczyk 60' | 1 – 20-1 | Piast Gliwice · Prędota 17' · Folc 84' | Stadion Piasta Sędzia: Piotr Wasilewski (Kalisz) |
|                         |                                |          |                                        |                                                  |